# بوگانا (آشپزی)

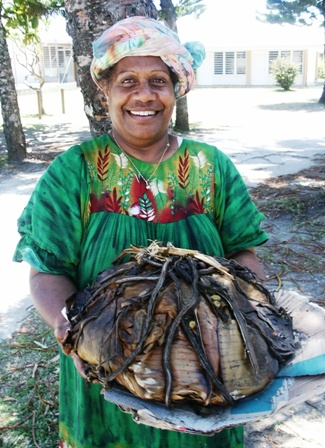
بوگانا

بوگانا (انگلیسی: Bougna) نوعی آشپزی است که مواد غذایی نظیر مرغ، ماهی و … را در برگ موز می‌پیچند و در تنور زمینی قرار می‌دهند.